# بازگشت به خانه (فیلم ۲۰۱۹)
بازگشت به خانه (روسی: Я вернусь) فیلمی به کارگردانی داریا شوماکووا محصول سال ۲۰۱۸است.

## داستان
فیلم داستان یک خانواده ارمنی را روایت می‌کند. پدر خانواده به‌تازگی از جنگ بازگشته، اما پسر کوچکش نمی‌تواند حضور یک مرد بالغِ دیگر را در خانواده‌شان بپذیرد و خود را با شرایط جدید وفق دهد. یک کشمکش درونی بزرگ ذهن پسرک را به خود مشغول می‌کند که درنهایت باعث می‌شود او راهی جز ترک کردن خانه پیشِ روی خود نبیند. این تصمیم به او کمک می‌کند دنیای کودکانه‌اش را بیابد و بر احساسات و افکارش احاطه پیدا کند.

## بازیگران
- ادیک آراکلیان در نقش سارو
- تاتو گریوگوریان در نقش آناهیت
- فرونزیک آمیرخانیان در نقش کارن
- نرسس آوتیسیان در نقش واچو
- مارجان آوتیسیان در نقش تاتویک
- بنیک آراکلیان در نقش ‌به‌نو

## جشنواره جهانی فیلم فجر
این فیلم در بخش جلوه‌گاه شرق سی و هفتمین جشنواره جهانی فیلم فجر حضور داشت. این جشنواره از ۲۹ فروردین تا ۶ اردیبهشت ۱۳۹۸ در شهر تهران برگزار شد.